# Amplexo

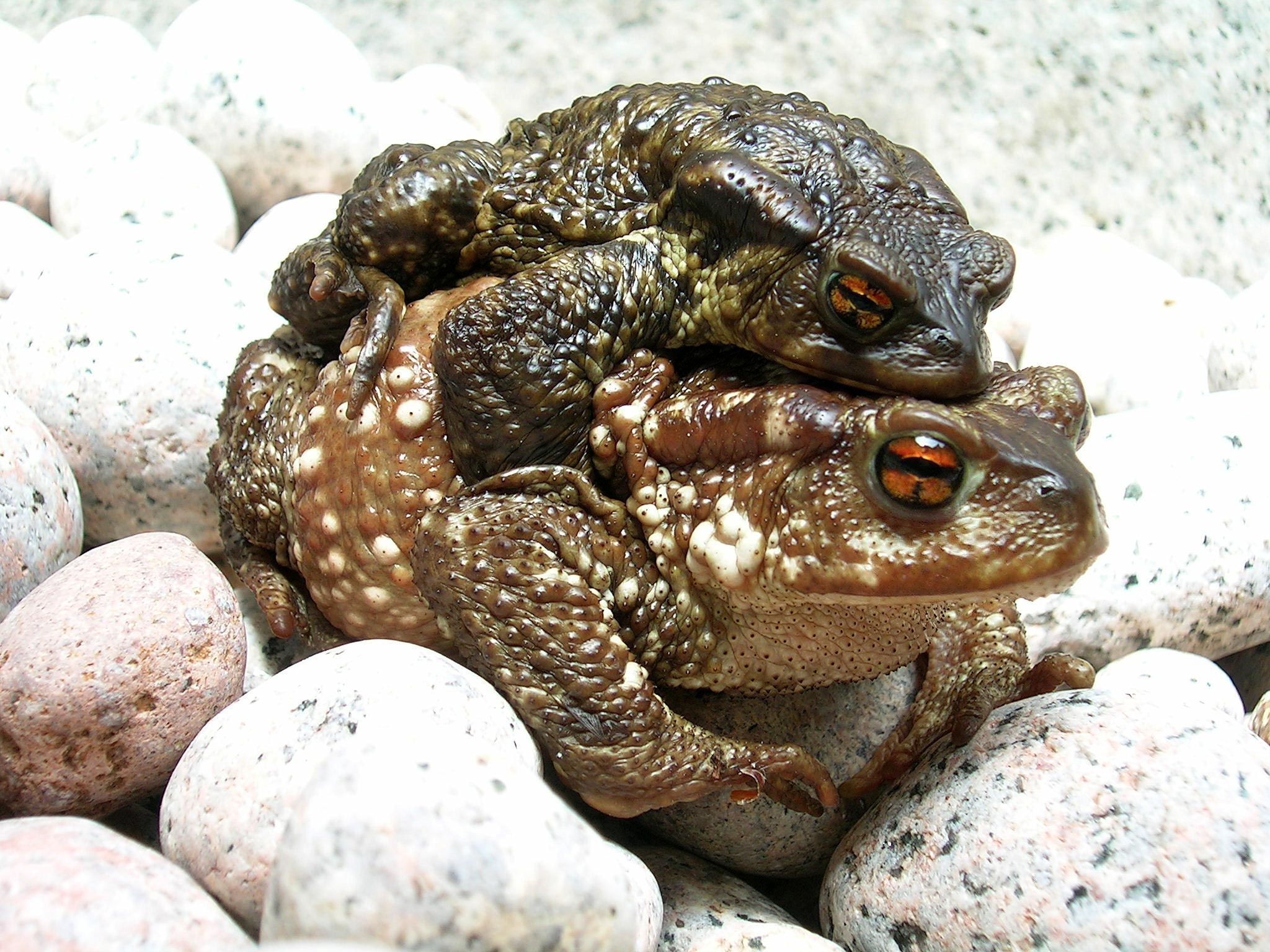
Amplexo en el sapo común europeo (Bufo bufo).

Con el nombre de amplexo se denomina en biología el modo de apareamiento propio de los anfibios anuros y urodelos.
Hembras y machos se reúnen en el agua, gracias a las sonoras llamadas de los machos, y se acoplan en un modo característico. El macho, generalmente más pequeño que la hembra, se abraza a ella sujetándola inmediatamente por debajo de sus extremidades anteriores   o por encima de las  posteriores. Los anfibios producen huevos sin cubiertas, salvo una cápsula mucosa, que son vertidos al agua sin fecundar. Los espermatozoides son liberados al medio a la vez, produciéndose inmediatamente la fecundación.
El amplexo culmina necesariamente en el agua, incluso en aquellas especies, como el sapo común europeo (Bufo bufo) y muchos otros, cuya vida adulta transcurre en el medio terrestre.
Según las especies, el amplexo puede durar desde unos pocos minutos hasta varios días.